# Comité Paralímpico y Deportivo Francés
El Comité Paralímpico y Deportivo Francés (en francés: Comité paralympique et sportif français) es el comité paralímpico nacional que representa a Francia. Esta organización es la responsable de las actividades deportivas paralímpicas en el país. Es miembro del Comité Paralímpico Internacional y del Comité Paralímpico Europeo.

## Historia

### Antecedentes
En 1890 se llevó a cabo la primera carrera ciclista para personas sordas, trayecto París-Versalles, por iniciativa de Eugène Ruben-Alcais. Posteriormente con la creación del primer club deportivo de sordos en Francia: el Club Sportif des Sourds et Muets en 1910 y la Federación Deportiva de Sordomudos de Francia en 1918 se asientan las bases para las competiciones de deporte adaptado en Francia. Un avance importante fue la creación de la Federación Francesa de Omnisport de Discapacitados Físicos, en respuesta a las críticas sobre la gobernanza y al deseo de desarrollar la actividad en los clubes con las personas con discapacidad.

### Creación
No fue sino hasta 1989 con la creación del Comité Paralímpico Internacional cuando se dio el impulso para la formalización del deporte paralímpico. Siguió a este acontecimiento la fundación del Comité de Enlace Francés para las Actividades Físicas y Deportivas de las Personas con Discapacidad (COFLAPSH) en 1992, formado por la Federación Francesa de handisport, la Federación Francesa de Deporte Adaptado y la Federación de Sordos de Francia. Luego, en 1996 pasó a llamarse Comité Paralímpico y Deportivo Francés.